# Kejsi Tola
Pour les articles homonymes, voir Tola.
Kejsi Tola, née le 5 février 1992 à Tirana, est une chanteuse albanaise. 
En 2003, à l'âge de 11 ans, elle remporte le prix du festival Jeunes voix de l'Albanie, et elle est la gagnante de Albanian Idol 2007. En 2008, à seulement 16 ans, elle remporte le concours Festivali I Këngës en vue de représenter l'Albanie au Concours Eurovision de la chanson 2009 à Moscou en Russie. Edmond Zhulali, compositeur de la chanson Imazhi Yt (The Image of You) au Concours Eurovision de la chanson 2004, chantée par Anjeza Shahini, compose la chanson Më Mërr në Ëndërr (Emmène-moi dans tes rêves) qui sera chantée en anglais (Carry me in your dreams) au Concours Eurovision de la chanson 2009. Avant la Finale de l'Eurovision, la chanteuse déclare : "J'aime chanter, c'est très important pour moi. La musique me donne une force intérieure que j'ai parfois et qui ne se présente pas dans ma vie quotidienne mais qui vient sur scène."
Elle se qualifie pour la finale du Concours Eurovision de la chanson 2009, et à seulement 17 ans, obtient la 17e place.
Elle retente de participer au Concours Eurovision de la chanson pour l'Albanie en 2010 mais échoue à la 15e place de la sélection nationale.
Elle tente à nouveau de participer au Concours Eurovision de la chanson pour représenter l'Albanie en 2013 mais échoue à la 4e place lors de la finale nationale, le 22 décembre 2012. 